# Olympische Sommerspiele 1980/Teilnehmer (Jugoslawien)
| Gelbes Symbol für Goldmedaillen mit stilisierten Olympischen Ringen | Graues Symbol für Silbermedaillen mit stilisierten Olympischen Ringen | Braundes Symbol für Bronzemedaillen mit stilisierten Olympischen Ringen |
| ------------------------------------------------------------------- | --------------------------------------------------------------------- | ----------------------------------------------------------------------- |
| 2                                                                   | 3                                                                     | 4                                                                       |

Die Sozialistische Föderative Republik Jugoslawien nahm an den Olympischen Sommerspielen 1980 in Moskau mit einer Delegation von 164 Athleten (136 Männer und 28 Frauen) an 69 Wettkämpfen in 17 Sportarten teil.
Die jugoslawischen Sportler gewannen zwei Gold-, drei Silber- und vier Bronzemedaillen. Olympiasieger wurden der Boxer Slobodan Kačar im Halbschwergewicht und die Basketballmannschaft der Männer. Fahnenträger bei der Eröffnungsfeier war der Kanute Matija Ljubek.

## Teilnehmer nach Sportarten

### Basketball
Männer
- Gold 
Rajko Žižić
Zoran Slavnić
Branko Skroče
Ratko Radovanović
Mihovil Nakić
Duje Krstulović
Andro Knego
Dragan Kićanović
Željko Jerkov
Mirza Delibašić
Dražen Dalipagić
Krešimir Ćosić

Frauen
- Bronze 
Zorica Đurković
Vera Đurašković
Marija Tonković
Jasmina Perazić
Sofija Pekić
Sanja Ožegović
Vukica Mitić
Biljana Majstorović
Jelica Komnenović
Vesna Despotović
Mira Bjedov
Mersada Bećirspahić

### Bogenschießen
- Zoran Matković
Einzel: 11. Platz

### Boxen
- Fazlija Šaćirović
Bantamgewicht: in der 1. Runde ausgeschieden
- Dejan Marović
Federgewicht: im Achtelfinale ausgeschieden
- Geza Tumbas
Leichtgewicht: im Achtelfinale ausgeschieden
- Ace Rusevski
Halbweltergewicht: im Viertelfinale ausgeschieden
- Mehmet Bogujevci
Weltergewicht: im Viertelfinale ausgeschieden
- Miodrag Perunović
Halbmittelgewicht: im Achtelfinale ausgeschieden
- Damir Škaro
Mittelgewicht: in der 1. Runde ausgeschieden
- Slobodan Kačar
Halbschwergewicht: Gold
- Aziz Salihu
Schwergewicht: in der 1. Runde ausgeschieden

### Fußball
- 4. Platz
Zoran Vujović
Zlatko Vujović
Miloš Šestić
Dževad Šećerbegović
Srebrenko Repčić
Boro Primorac
Dušan Pešić
Dragan Pantelić
Ante Miročević
Vladimir Matijević
Mišo Krstičević
Nikica Klinčarski
Milan Jovin
Tomislav Ivković
Miloš Hrstić
Ivan Gudelj
Nikica Cukrov

### Gewichtheben
- Dušan Mirković
Mittelgewicht: 12. Platz
- Vladimir Zrnić
Halbschwergewicht: 9. Platz

### Handball
Männer
- 6. Platz
Momir Rnić
Stjepan Obran
Goran Nerić
Velibor Nenadić
Jasmin Mrkonja
Peter Mahne
Enver Koso
Pavao Jurina
Drago Jovović
Mile Isaković
Jovica Elezović
Adnan Dizdar
Jovica Cvetković
Zlatan Arnautović

Frauen
- Silber 
Mirjana Ðurica
Zorica Vojinović
Biserka Višnjić
Ana Titlić
Radmila Savić
Vesna Radović
Mirjana Ognjenović
Vesna Milošević
Jasna Kolar-Merdan
Slavica Jeremić
Katica Ileš
Radmila Drljača
Svetlana Dašić-Kitić
Svetlana Anastasovska-Obućina

### Judo
- Franc Očko
Halbleichtgewicht: in der 1. Runde ausgeschieden
- Vojo Vujević
Leichtgewicht: in der 1. Runde ausgeschieden
- Slavko Sikirić
Halbmittelgewicht: 7. Platz
- Slavko Obadov
Mittelgewicht: im Viertelfinale ausgeschieden
- Rajko Kušić
Halbschwergewicht: im Achtelfinale ausgeschieden
- Radomir Kovačević
Schwergewicht: Bronze

### Kanu
- Matija Ljubek
Einer-Canadier 500 m: 9. Platz
Einer-Canadier 1000 m: 8. Platz
Zweier-Canadier 1000 m: 4. Platz
- Milan Janić
Einer-Kajak 500 m: 4. Platz
Einer-Kajak 1000 m: 7. Platz
- Mirko Nišović
Zweier-Canadier 1000 m: 4. Platz

### Leichtathletik
Männer
- Aleksandar Popović
200 m: im Viertelfinale ausgeschieden
- Josip Alebić
400 m: im Viertelfinale ausgeschieden
4-mal-400-Meter-Staffel: im Vorlauf ausgeschieden
- Milovan Savić
800 m: im Halbfinale ausgeschieden
4-mal-400-Meter-Staffel: im Vorlauf ausgeschieden
- Dragan Zdravković
1500 m: 9. Platz
- Borislav Pisić
110 m Hürden: im Halbfinale ausgeschieden
- Petar Vukičević
110 m Hürden: im Halbfinale ausgeschieden
- Rok Kopitar
400 m Hürden: 5. Platz
4-mal-400-Meter-Staffel: im Vorlauf ausgeschieden
- Željko Knapić
4-mal-400-Meter-Staffel: im Vorlauf ausgeschieden
- Vaso Komnenić
Hochsprung: 6. Platz
- Nenad Stekić
Weitsprung: 30. Platz
- Milan Spasojević
Dreisprung: 10. Platz
- Vladimir Milić
Kugelstoßen: 8. Platz

Frauen
- Breda Pergar
1500 m: im Vorlauf ausgeschieden
- Lidija Benedetič-Lapajne
Hochsprung: 12. Platz

### Radsport
- Bruno Bulić
Straßenrennen: 50. Platz
Mannschaftszeitfahren: 8. Platz
- Bojan Ropret
Straßenrennen: Rennen nicht beendet
Mannschaftszeitfahren: 8. Platz
- Vinko Polončič
Straßenrennen: Rennen nicht beendet
Mannschaftszeitfahren: 8. Platz
- Bojan Udovič
Straßenrennen: Rennen nicht beendet
Mannschaftszeitfahren: 8. Platz

### Ringen
- Ivica Frgić
Federgewicht, griechisch-römisch: 4. Platz
- Ferenc Čaba
Leichtgewicht, griechisch-römisch: in der 3. Runde ausgeschieden
- Karolj Kasap
Weltergewicht, griechisch-römisch: in der 2. Runde ausgeschieden
- Darko Nišavić
Halbschwergewicht, griechisch-römisch: in der 2. Runde ausgeschieden
- Refik Memišević
Schwergewicht, griechisch-römisch: 4. Platz
- Prvoslav Ilić
Superschwergewicht, griechisch-römisch: 5. Platz
- Koce Efremov
Fliegengewicht, Freistil: 7. Platz
- Šaban Sejdi
Leichtgewicht, Freistil: Bronze
- Kiro Ristov
Weltergewicht, Freistil: in der 2. Runde ausgeschieden
- Abdulah Memedi
Mittelgewicht, Freistil: 5. Platz

### Rudern
- Zoran Pančić
Doppel-Zweier: Silber
- Milorad Stanulov
Doppel-Zweier: Silber
- Zlatko Celent
Zweier mit Steuermann: Bronze
- Josip Reić
Zweier mit Steuermann: Bronze
- Duško Mrduljaš
Zweier mit Steuermann: Bronze
- Milan Arežina
Doppel-Vierer: 6. Platz
- Dragan Obradović
Doppel-Vierer: 6. Platz
- Nikola Stefanović
Doppel-Vierer: 6. Platz
- Darko Zibar
Doppel-Vierer: 6. Platz
- Milan Ćulibrk
Vierer mit Steuermann: 10. Platz
- Vladimir Krstić
Vierer mit Steuermann: 10. Platz
- Božidar Ðorđević
Vierer mit Steuermann: 10. Platz
- Dušan Kovačević
Vierer mit Steuermann: 10. Platz
- Saša Mimić
Vierer mit Steuermann: 10. Platz

### Schießen
- Franc Peternel
Schnellfeuerpistole 25 m: 23. Platz
- Srećko Pejović
Kleinkalibergewehr Dreistellungskampf 50 m: 17. Platz
Kleinkalibergewehr liegend 50 m: 47. Platz
- Zdravko Milutinović
Kleinkalibergewehr Dreistellungskampf 50 m: 21. Platz
Kleinkalibergewehr liegend 50 m: 15. Platz

### Schwimmen
Männer
- Darjan Petrič
400 m Freistil: im Vorlauf ausgeschieden
1500 m Freistil: im Vorlauf ausgeschieden
- Borut Petrič
200 m Freistil: im Vorlauf ausgeschieden
400 m Freistil: im Vorlauf ausgeschieden
1500 m Freistil: 5. Platz
- Nenad Miloš
100 m Rücken: im Vorlauf ausgeschieden
200 m Rücken: im Vorlauf ausgeschieden

### Segeln
- Minski Fabris
Finn-Dinghy: 11. Platz
- Danko Mandić
Flying Dutchman: 9. Platz
- Zoran Kalebić
Flying Dutchman: 9. Platz

### Volleyball
- 6. Platz
Vladimir Trifunović
Ljubomir Travica
Aleksandar Tasevski
Goran Srbinovski
Miodrag Mitić
Radovan Malević
Slobodan Lozančić
Zdravko Kuljić
Mladen Kašić
Boro Jović
Ivica Jelić
Wladimir Bogojewski

### Wasserball
- Silber 
Luka Vezilić
Slobodan Trifunović
Ratko Rudić
Zoran Roje
Damir Polić
Zoran Mustur
Predrag Manojlović
Boško Lozica
Milorad Krivokapić
Zoran Gopčević
Milivoj Bebić